# Coupe du monde de triathlon 2023
Navigation
Édition précédente Édition suivante
La coupe du monde de triathlon 2023 est composée de quatorze courses organisées par la Fédération internationale de triathlon (World Triathlon). Depuis 2009, le classement final n'existe plus et les points gagnés sur ces étapes sont intégrés au séries mondiales de triathlon qui décernent le titre de champion du monde de triathlon.

## Calendrier
| Date           | Ville           | Pays               | Distance |
| -------------- | --------------- | ------------------ | -------- |
| 25-26 mars     | New Plymouth    | Nouvelle-Zélande   | S        |
| 17 juin        | Huatulco        | Mexique            | S        |
| 8-9 juillet    | Tiszaújváros    | Hongrie            | S        |
| 6 août         | Yeongdo (Pusan) | Corée du Sud       | S        |
| 27 août        | Weihai          | Chine              | M        |
| 2 septembre    | Valence         | Espagne            | M        |
| 10 septembre   | Karlovy Vary    | République tchèque | M        |
| 1er octobre    | Tanger          | Maroc              | S        |
| 7-8 octobre    | Rome            | Italie             | S        |
| 14 octobre     | Chengdu         | Chine              | M        |
| 15 octobre     | Brasilia        | Brésil             | M        |
| 21 octobre     | Tongyeong       | Corée du Sud       | S        |
| 28 octobre     | Miyazaki        | Japon              | M        |
| 11-12 novembre | Viña del Mar    | Chili              | S        |

## Résultats

### New Plymouth[1]
| Position           | Hommes          | Hommes           | Hommes      | Femmes              | Femmes           | Femmes         |
| Position           | Nom             | Pays             | Temps       | Nom                 | Pays             | Temps          |
| ------------------ | --------------- | ---------------- | ----------- | ------------------- | ---------------- | -------------- |
| Médaille d'or      | Hayden Wilde    | Nouvelle-Zélande | 55 min 57 s | Nicole Van Der Kaay | Nouvelle-Zélande | 1 h 2 min 57 s |
| Médaille d'argent  | Tayler Reid     | Nouvelle-Zélande | 56 min 32 s | Ainsley Thorpe      | Nouvelle-Zélande | 1 h 3 min 6 s  |
| Médaille de bronze | Ricardo Batista | Portugal         | 56 min 32 s | Solveig Løvseth     | Norvège          | 1 h 3 min 14 s |

### Huatulco[2]
| Position           | Hommes                       | Hommes  | Hommes      | Femmes                 | Femmes     | Femmes         |
| Position           | Nom                          | Pays    | Temps       | Nom                    | Pays       | Temps          |
| ------------------ | ---------------------------- | ------- | ----------- | ---------------------- | ---------- | -------------- |
| Médaille d'or      | David Castro Fajardo         | Espagne | 54 min 13 s | Anahi Alvarez Corral   | Mexique    | 1 h 0 min 31 s |
| Médaille d'argent  | Tyler Mislawchuk             | Canada  | 54 min 14 s | Gwen Jorgensen         | États-Unis | 1 h 1 min 4 s  |
| Médaille de bronze | Aram Michell Peñaflor Moysen | Mexique | 54 min 17 s | Mercedes Romero Orozco | Mexique    | 1 h 1 min 11 s |

### Tiszaújváros[3]
| Position           | Hommes                  | Hommes  | Hommes      | Femmes           | Femmes   | Femmes      |
| Position           | Nom                     | Pays    | Temps       | Nom              | Pays     | Temps       |
| ------------------ | ----------------------- | ------- | ----------- | ---------------- | -------- | ----------- |
| Médaille d'or      | Csongor Lehmann         | Hongrie | 52 min 18 s | Tilda Månsson    | Suède    | 58 min 45 s |
| Médaille d'argent  | Sergio Baxter Cabrera   | Espagne | 52 min 26 s | Noelia Juan      | Espagne  | 58 min 46 s |
| Médaille de bronze | Alberto González García | Espagne | 52 min 32 s | Jolien Vermeylen | Belgique | 58 min 50 s |

### Yeongdo[4]
| Position           | Hommes         | Hommes      | Hommes      | Femmes           | Femmes    | Femmes      |
| Position           | Nom            | Pays        | Temps       | Nom              | Pays      | Temps       |
| ------------------ | -------------- | ----------- | ----------- | ---------------- | --------- | ----------- |
| Médaille d'or      | Takumi Hojo    | Japon       | 50 min 36 s | Annika Koch      | Allemagne | 56 min 50 s |
| Médaille d'argent  | Max Stapley    | Royaume-Uni | 50 min 59 s | Romana Gajdošová | Slovaquie | 57 min 6 s  |
| Médaille de bronze | Valentin Wernz | Allemagne   | 51 min 8 s  | Erica Hawley     | Bermudes  | 57 min 7 s  |

### Weihai[5]
| Position           | Hommes                 | Hommes  | Hommes          | Femmes         | Femmes   | Femmes          |
| Position           | Nom                    | Pays    | Temps           | Nom            | Pays     | Temps           |
| ------------------ | ---------------------- | ------- | --------------- | -------------- | -------- | --------------- |
| Médaille d'or      | Crisanto Grajales      | Mexique | 1 h 46 min 35 s | Bianca Seregni | Italie   | 1 h 58 min 42 s |
| Médaille d'argent  | Makoto Odakura         | Japon   | 1 h 46 min 50 s | Lisa Perterer  | Autriche | 1 h 58 min 59 s |
| Médaille de bronze | Lasse Nygaard Priester | Espagne | 1 h 46 min 57 s | Ilaria Zane    | Italie   | 1 h 59 min 4 s  |

### Valence[6]
| Position           | Hommes                  | Hommes    | Hommes          | Femmes               | Femmes     | Femmes          |
| Position           | Nom                     | Pays      | Temps           | Nom                  | Pays       | Temps           |
| ------------------ | ----------------------- | --------- | --------------- | -------------------- | ---------- | --------------- |
| Médaille d'or      | David Cantero Del Campo | Espagne   | 1 h 41 min 10 s | Gwen Jorgensen       | États-Unis | 1 h 55 min 1 s  |
| Médaille d'argent  | Lasse Nygaard Priester  | Allemagne | 1 h 41 min 11 s | Nina Eim             | Allemagne  | 1 h 55 min 17 s |
| Médaille de bronze | Michele Sarzilla        | Italie    | 1 h 41 min 26 s | Marlene Gomez-Göggel | Allemagne  | 1 h 55 min 24 s |

### Karlovy Vary[7]
| Position           | Hommes          | Hommes     | Hommes          | Femmes               | Femmes     | Femmes         |
| Position           | Nom             | Pays       | Temps           | Nom                  | Pays       | Temps          |
| ------------------ | --------------- | ---------- | --------------- | -------------------- | ---------- | -------------- |
| Médaille d'or      | Morgan Pearson  | États-Unis | 1 h 51 min 55 s | Gwen Jorgensen       | États-Unis | 2 h 3 min 51 s |
| Médaille d'argent  | Márk Dévay      | Hongrie    | 1 h 53 min 7 s  | Rachel Klamer        | Pays-Bas   | 2 h 3 min 55 s |
| Médaille de bronze | Jonas Schomburg | Allemagne  | 1 h 53 min 10 s | Marlene Gomez-Göggel | Allemagne  | 2 h 4 min 12 s |

### Tanger[8]
| Position           | Hommes                  | Hommes  | Hommes      | Femmes        | Femmes    | Femmes      |
| Position           | Nom                     | Pays    | Temps       | Nom           | Pays      | Temps       |
| ------------------ | ----------------------- | ------- | ----------- | ------------- | --------- | ----------- |
| Médaille d'or      | Pierre Le Corre         | France  | 53 min 55 s | Lisa Tertsch  | Allemagne | 58 min 46 s |
| Médaille d'argent  | David Cantero Del Campo | Espagne | 54 min 8 s  | Noelia Juan   | Espagne   | 58 min 58 s |
| Médaille de bronze | Vetle Bergsvik Thorn    | Norvège | 54 min 18 s | Tilda Månsson | Suède     | 59 min 2 s  |

### Rome[9]
| Position           | Hommes          | Hommes    | Hommes      | Femmes               | Femmes    | Femmes      |
| Position           | Nom             | Pays      | Temps       | Nom                  | Pays      | Temps       |
| ------------------ | --------------- | --------- | ----------- | -------------------- | --------- | ----------- |
| Médaille d'or      | Vasco Vilaça    | Portugal  | 53 min 39 s | Nina Eim             | Allemagne | 59 min 26 s |
| Médaille d'argent  | Arnaud Mengal   | Belgique  | 53 min 43 s | Marlene Gomez-Göggel | Allemagne | 59 min 31 s |
| Médaille de bronze | Simon Henseleit | Allemagne | 53 min 45 s | Cathia Schär         | Suisse    | 59 min 35 s |

### Chengdu[10]
| Position           | Hommes                       | Hommes      | Hommes          | Femmes         | Femmes   | Femmes          |
| Position           | Nom                          | Pays        | Temps           | Nom            | Pays     | Temps           |
| ------------------ | ---------------------------- | ----------- | --------------- | -------------- | -------- | --------------- |
| Médaille d'or      | Tim Hellwig                  | Allemagne   | 1 h 44 min 15 s | Bianca Seregni | Italie   | 1 h 56 min 51 s |
| Médaille d'argent  | Aram Michell Peñaflor Moysen | Mexique     | 1 h 44 min 21 s | Claire Michel  | Belgique | 1 h 57 min 17 s |
| Médaille de bronze | Rostislav Pevtsov            | Azerbaïdjan | 1 h 44 min 21 s | Ilaria Zane    | Italie   | 1 h 57 min 36 s |

### Brasilia[11]
| Position           | Hommes                | Hommes  | Hommes          | Femmes                 | Femmes     | Femmes         |
| Position           | Nom                   | Pays    | Temps           | Nom                    | Pays       | Temps          |
| ------------------ | --------------------- | ------- | --------------- | ---------------------- | ---------- | -------------- |
| Médaille d'or      | Miguel Hidalgo        | Brésil  | 1 h 48 min 1 s  | Alice Betto            | Italie     | 2 h 0 min 5 s  |
| Médaille d'argent  | Antonio Serrat Seoane | Espagne | 1 h 48 min 27 s | Katie Zaferes          | États-Unis | 2 h 0 min 15 s |
| Médaille de bronze | Charles Paquet        | Canada  | 1 h 48 min 36 s | Rosa Maria Tapia Vidal | Mexique    | 2 h 0 min 27 s |

### Tongyeong[12]
| Position           | Hommes           | Hommes      | Hommes      | Femmes             | Femmes     | Femmes      |
| Position           | Nom              | Pays        | Temps       | Nom                | Pays       | Temps       |
| ------------------ | ---------------- | ----------- | ----------- | ------------------ | ---------- | ----------- |
| Médaille d'or      | Tim Hellwig      | Allemagne   | 50 min 25 s | Gwen Jorgensen     | États-Unis | 58 min 16 s |
| Médaille d'argent  | Ricardo Batista  | Portugal    | 50 min 29 s | Yuko Takahashi     | Japon      | 58 min 20 s |
| Médaille de bronze | Samuel Dickinson | Royaume-Uni | 50 min 33 s | Tereza Zimovjanová | Tchéquie   | 58 min 23 s |

### Miyazaki[13]
| Position           | Hommes                 | Hommes           | Hommes          | Femmes         | Femmes     | Femmes          |
| Position           | Nom                    | Pays             | Temps           | Nom            | Pays       | Temps           |
| ------------------ | ---------------------- | ---------------- | --------------- | -------------- | ---------- | --------------- |
| Médaille d'or      | Hugo Milner            | Royaume-Uni      | 1 h 47 min 46 s | Bianca Seregni | Italie     | 1 h 59 min 43 s |
| Médaille d'argent  | Dylan McCullough       | Nouvelle-Zélande | 1 h 47 min 50 s | Gwen Jorgensen | États-Unis | 2 h 0 min 1 s   |
| Médaille de bronze | Lasse Nygaard Priester | Allemagne        | 1 h 47 min 59 s | Jeanne Lehair  | Luxembourg | 2 h 0 min 10 s  |

### Viña del Mar[14]
| Position           | Hommes                       | Hommes  | Hommes      | Femmes         | Femmes      | Femmes      |
| Position           | Nom                          | Pays    | Temps       | Nom            | Pays        | Temps       |
| ------------------ | ---------------------------- | ------- | ----------- | -------------- | ----------- | ----------- |
| Médaille d'or      | Manoel Messias               | Brésil  | 50 min 48 s | Gwen Jorgensen | États-Unis  | 57 min 28 s |
| Médaille d'argent  | Miguel Hidalgo               | Brésil  | 50 min 52 s | Gina Sereno    | États-Unis  | 58 min 0 s  |
| Médaille de bronze | Aram Michell Peñaflor Moysen | Mexique | 50 min 59 s | Vicky Holland  | Royaume-Uni | 58 min 10 s |

## Par nation
| Rang | Nation           | Victoires |
| ---- | ---------------- | --------- |
| 1    | Allemagne        | 5         |
| 1    | États-Unis       | 5         |
| 3    | Italie           | 4         |
| 4    | Brésil           | 2         |
| -    | Espagne          | 2         |
| -    | Mexique          | 2         |
| -    | Nouvelle-Zélande | 2         |
| 8    | France           | 1         |
| -    | Hongrie          | 1         |
| -    | Japon            | 1         |
| -    | Portugal         | 1         |
| -    | Royaume-Uni      | 1         |
| -    | Suède            | 1         |